# Gagea pratensis
Gagea pratensis es una planta de flor dentro del género Gagea de la familia Liliaceae. 

## Descripción
Hoja basal solitaria, amppliamente lineal, plana, de 2,5 mm de ancha; normalmente 3 bulbos, uno con túnica. Flores amarillo verdosas con inflorescencia umbeliforme de 2-6, con un par de brácteas lanceoladas opuestas con márgenes pelosos; tallo floral glabro. Segmentos periánticos oblongo-lineales, de 1,5-2 cm, extendidos en una estrella. Cápsula ovoide. Florece en primavera.

## Hábitat
Campos, lugares herbosos, rocas.

## Distribución
Gran parte de Europa, excepto Albania, Bélgica, Gran Bretaña, Islandia, Portugal, Noruega y Turquía. Introducida en Finlandia.